# Eketånga naturreservat
Eketånga är ett naturreservat i Söndrums socken i Halmstads kommun i Halland.
Reservatet är 19 hektar stort och skyddades 1972. I öster gränsar området till stadsdelen Stenhuggeriet. Eketånga utgörs av ett kustnära flygsandsområde och är skogbevuxet. Största delen utgörs av blandskog där främst tall och björk förekommer. En mindre del består av barrskog. Det planeras att reservatets skog ska nå ett slutstadium av tall- och ekskog, det vill säga att låta träden nå maximal ålder.
I det stigsystem som finns i området finns en 1250 m lång slinga med belysning.